# Styringomyia ysabellae
Styringomyia ysabellae là một loài ruồi trong họ Limoniidae. Chúng phân bố ở miền Australasia.